# 羅斯科角

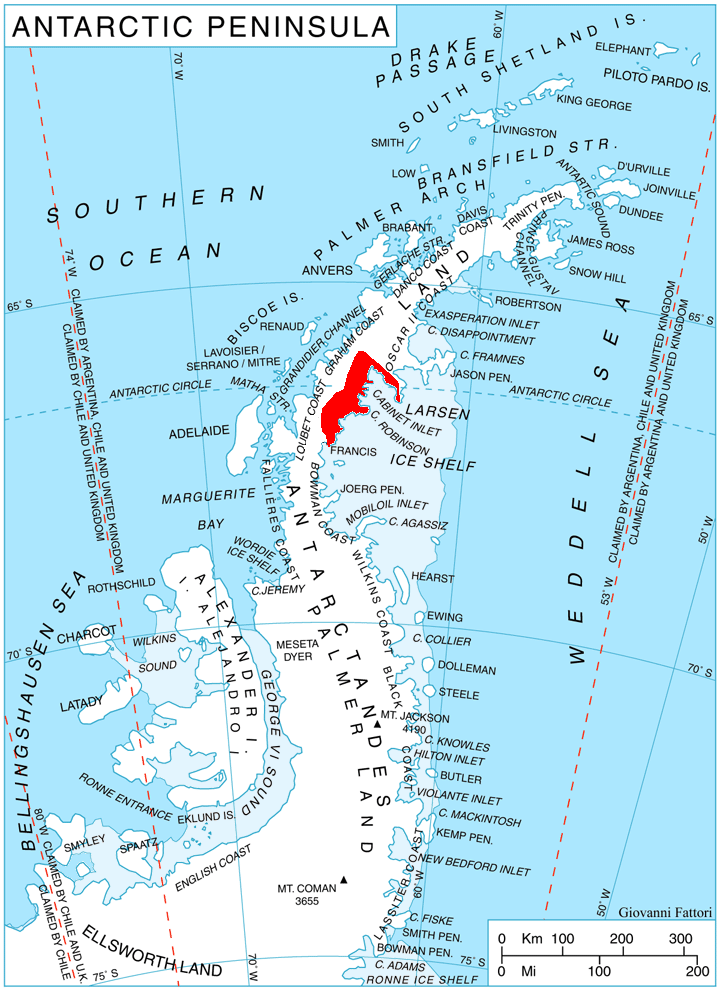

羅斯科角（英語：Roscoe Promontory），是南極洲的海岬，位於葛拉漢地東部的弗因海岸，處於奧戈爾德冰川和米特林冰川之間，由美國探險隊拍攝空中照片，現時由南極條約體系管理。